# In uno Stato libero
In uno Stato libero è un romanzo di V. S. Naipaul del 1971. Il romanzo è stato premiato con il Booker Prize.
L'opera è costituita da un prologo e un epilogo che racchiude tre diverse storie, l'ultima delle quali intitolata "In uno Stato libero". Le diverse narrazioni riguardano uno stesso tema principale: non viene specificato chiaramente quale sia il tema vero e proprio, ma c'è un aspetto che riguarda il prezzo della libertà con analogie tra le tre situazioni.

## Trama
Prima storia
Il primo racconto riguarda un domestico indiano di Bombay che, non avendo legami, accompagna il suo padrone in una missione diplomatica a Washington. I due indiani soffrono molto a causa dello scarso valore della valuta indiana.
Il servo vive in un armadio della cucina del padrone, e spende inavvertitamente diverse settimane di stipendio solo l'acquisto di uno spuntino. Tuttavia incontra il padrone di un ristorante, anch'egli indiano, che gli offre un salario molto generoso, così si mette a lavorare per lui. Quando la sua situazione finanziaria è più tranquilla, tuttavia, comincia a vivere nella paura che il suo padrone lo scopra e lo riporti indietro. Si accorge anche che, lavorando illegalmente, potrebbe venire espulso. L'unico modo per risolvere la situazione è quello di sposare una donna che lo aveva sedotto, ma che aveva evitato da allora per vergogna del suo comportamento.
Seconda storia
La seconda storia ha un narratore inaffidabile. All'interno di una larga famiglia indiana di campagna, uno solo degli zii è in una situazione economica benestante, e umilia continuamente il narratore. La famiglia dello zio ha un figlio che va in Canada ed è destinato a fare carriera, mentre gli altri cugini sono senza prospettive.
Il fratello minore della famiglia del narratore parte per l'Inghilterra per studiare ingegneria, mentre suo fratello fa di tutto per sostenerlo. Alla fine il fratello maggiore lo segue in Inghilterra con l'obiettivo di aiutarlo ulteriormente. Lavorando lunghe ore tutti i giorni, riesce a risparmiare abbastanza soldi per avviare un'attività in proprio. Tuttavia, egli scopre che il fratello, nonostante le apparenze non sta studiando affatto, ma passa le giornate girando oziosamente per la città. Il suo ristorante è frequentato da teppisti, che lo danneggiano regolarmente. Il narratore, in un impeto di rabbia, uccide uno di questi teppisti, che è in realtà un amico di suo fratello. La storia si conclude quando il narratore si presenta al matrimonio di suo fratello, in compagnia di una guardia carceraria.
Terza storia
La storia è ambientata in uno Stato dell'Africa orientale che ha recentemente acquisito l'indipendenza. Il re, anche se apprezzato dai coloni, è debole, ed è in fuga, mentre il presidente è pronto a prendere il potere assoluto. Il livello di violenza nei centri urbani del paese è in aumento e ci sono voci di violenza nelle campagne.
Bobby è un funzionario che dopo aver partecipato ad una conferenza nella capitale torna al centro governativo dove vive, e offre un passaggio a Linda, moglie di un altro collega. Bobby è omosessuale, e viene respinto da un giovane Zulu quando cerca di abbordarlo al bar dell'hotel.
Il rapporto tra i due è complesso fin dall'inizio: sembra Bobby sia intento a preoccupare l'inizialmente calma Linda. Le cose vanno di male in peggio quando sono costretti a fermarsi per la notte in un hotel gestito da un vecchio colonnello che non riescono ad adattarsi alle nuove condizioni del paese. Lì, cenano, e assistere a una scena tra il colonnello e Peter, il suo servo, che egli accusa di progettare il suo assassinio. Bobby scopre che Linda stava progettando un incontro extraconiugale con un amico lungo la strada, e ciò lo rende ostile.
Prima di arrivare a destinazione, i due passano sul luogo in cui il re è stato recentemente assassinato, incontrano un filosofico musulmano che vuole trasferirsi in Egitto, e sono testimoni dell'inizio di un'ondata di violenza genocida. Bobby viene picchiato da alcuni soldati a un check point.

## Edizioni
- Vidiadhar Surajprasad Naipaul, In uno Stato libero, Adelphi, 1996, ISBN 88-459-1249-3.